# (59114) 1998 XQ2
1998 أكس كيو 2 (ويعرف أيضًا باسم (59114) 1998 أكس كيو 2 وفق تسمية الكوكب الصغير) (بالإنجليزية: 1998 XQ2)‏ هو كويكب ضمن حزام الكويكبات؛ وترتيبه 59114 من حيث الاكتشاف.
اكتُشف هذا الجُرم الفلكي بواسطة Andrea Boattini ‏ في 7 ديسمبر 1998.

## وصلات خارجية
- (59114) 1998 XQ2 في قاعدة بيانات مختبر الدفع النفاث لأجرام النظام الشمسي الصغيرة

- الاكتشاف · مخطط المدار ·  العناصر المدارية · المعلمات المادية

- (59114) 1998 XQ2 على موقع ويكي سكاي: DSS2, SDSS, GALEX, IRAS, Hydrogen α, X-Ray, Astrophoto, Sky Map, Articles and images